# Curtea de Apel Târgu Mureș
Curtea de Apel Târgu Mureș este una din cele 16 curți de apel din România.

## Competența teritorială
- județul Mureș
- județul Harghita

## Secții
- Secția I civilă
- Secția a II-a civilă, de contencios administrativ și fiscal
- Secția penală și pentru cauze cu minori și de familie